# جان جاك بيير
جان جاك بيير (بالفرنسية: Jean-Jacques Pierre)‏ (و. 1981  م) هو لاعب كرة قدم، من هايتي، ولد في يوغان، يلعب كمُدَافِع.

## روابط خارجية
- جان جاك بيير على موقع الاتحاد الدولي (مؤرشف)  (الإنجليزية)
- جان جاك بيير على موقع رابطة كرة القدم الفرنسية للمحترفين (الإنجليزية)
- جان جاك بيير على موقع قاعدة بيانات كرة القدم.إي يو (الإنجليزية)
- جان جاك بيير على موقع ليكيب (الفرنسية)
- جان جاك بيير على موقع ناشيونال فوتبول تيمز (الإنجليزية)
- جان جاك بيير على موقع Soccerway.com (الإنجليزية)
- جان جاك بيير على موقع عالم كرة القدم.نت (الإنجليزية)
- جان جاك بيير على موقع AS.com (الإسبانية)